# Tabagisme passif

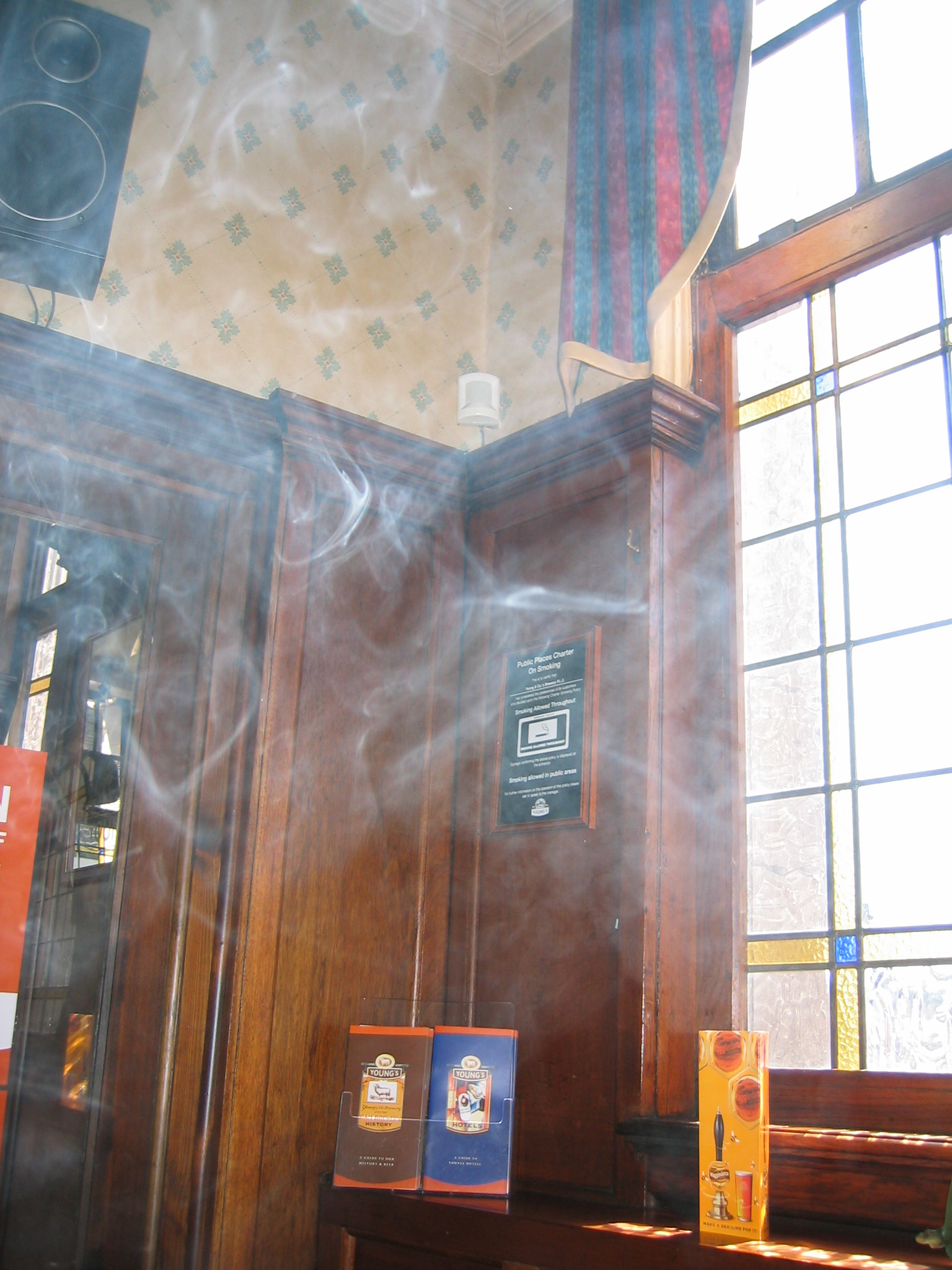
Fumée de tabac dans un pub irlandais avant la mise en application de l'interdiction d'y fumer.

Le tabagisme passif est le fait d'inhaler involontairement de la fumée dégagée par la combustion de cigarettes, cigares, pipes ou narguilé. On distingue parfois la fumée secondaire (fumée issue d'une cigarette tenue à la main ou d'une cigarette ou d'un mégot se consumant dans un cendrier par exemple), d'une fumée tertiaire (fumée exhalée par la bouche ou le nez, par un ou plusieurs fumeurs),. La fumée de tabac ambiante (FTA) respirée par une personne exposée au tabagisme passif est un mélange de fumée secondaire (environ 80 %) et de fumée tertiaire.

## Toxicité
Les cigarettes contiennent plus de 7 000 substances et composés chimiques différents. La fumée d'une cigarette contient environ 4 000 substances, dont 60 substances cancérigènes. Elle est dangereuse pour le fumeur comme pour son entourage, même pour la fumée de narguilé, qui contrairement à une idée reçue pourrait poser encore plus de problèmes de toxicité que celle de la cigarette,. La fumée directement inhalée par le fumeur (fumée principale ou « primaire ») a une composition très différente de celle (non filtrée quand la cigarette possède un filtre) qui s’échappe de la cigarette (fumée secondaire), ou de celle exhalée par le fumeur (fumée tertiaire).
La fumée secondaire contient plus de certains toxiques (10 fois plus de monoxyde de carbone, d'oxydes d’azote…) et de cancérogènes (goudrons, 9 fois plus de benzène, 50 fois plus de formaldéhyde) que la fumée primaire. On y trouve systématiquement plus de tous les composés carbonylés recherchés, ainsi que plus d'aldéhydes et plus de cétones que dans les mégots ; les taux moyens d'alcools et de phénols y sont aussi plus élevés que ceux mesurés dans la fumée inhalée. Cette fumée secondaire est donc beaucoup plus toxique que la fumée primaire directement inhalée par le fumeur.
Plus de 10 000 études ont été publiées sur les composants émis dans la fumée, mais ils ont surtout porté sur les hydrocarbures aromatiques polycycliques (HAP) et d'autres hydrocarbures aromatiques, alors que les mesures montrent aussi la présence systématique de métaux toxiques (voire très toxiques comme le plomb, le cadmium et le thallium) ainsi que des nitrosamines (trouvées dans la fumée secondaire à des taux plus élevés que les autres composants de cette même fumée secondaire). Ainsi, le plomb de la fumée est particulièrement bioassimilable et dangereux pour les enfants et adolescents qui peuvent significativement être contaminés par le tabagisme passif.

## Conséquences
D'après l'Organisation mondiale de la santé, le tabagisme passif est responsable d'environ 1,2 million de décès prématurés par an dans le monde, dont 65 000 enfants. Il augmente le risque d'apparition de différentes pathologies à tout âge, principalement les maladies cardiovasculaires, mais aussi certains cancers (cancer des voies respiratoires…), infections, etc.
Dans le monde, la communauté médicale évalue à 40 % le nombre des enfants et environ 33 % celui des adultes exposés au tabagisme passif. Celui-ci serait responsable de 1 % de la mortalité totale dans le monde en 2004, soit 603 000 morts, plus de la moitié étant due aux maladies cardiovasculaires.
En 1997, un rapport de l'Académie nationale de médecine a estimé à 3 000 le nombre de non-fumeurs tués par le tabagisme passif par an en France.
Selon une étude de 2006 (non soumise à comité de lecture) du professeur Konrad Jamrozik, menée à l'échelle de l'Union européenne, le tabagisme passif occasionnait 79 000 décès par an dans l'Union européenne. Parmi ces décès, 72 000 étaient dus à une exposition au tabagisme passif à domicile, et 7 000 à une exposition sur le lieu de travail. La méthodologie de cette étude a suscité des critiques du professeur Robert Molimard, un tabacologue lié à l'industrie du tabac.

### Cancer du poumon
Le tabagisme passif accroît significativement le risque d'apparition du cancer du poumon,. Le lien a été confirmé par plus de 50 études épidémiologiques menées dans une vingtaine de pays.

### Cancer ORL
Le tabagisme passif augmente de deux à six fois le risque de cancer des sinus de la face, et un excès de risque est suspecté pour l'ensemble des cancers de la tête et du cou.

### Risque accru d'infarctus du myocarde
Les premiers articles scientifiques faisant suspecter un rôle délétère du tabagisme passif datent du milieu des années 1980. Certaines études ont montré le lien entre tabagisme passif et infarctus. Au milieu des années 2000, les médias et les pouvoirs publics ont porté beaucoup d’attention à des études effectuées dans les communes de Helena et Pueblo aux États-Unis et dans la région du Piémont en Italie qui montrent des réductions de l’ordre de 11 à 40 % dans les admissions en urgence de cas d’infarctus du myocarde. Certains critiques ont cependant remarqué que l'interprétation de ces études n'est pas univoque, ne pouvant en particulier distinguer clairement les rôles respectifs du tabagisme actif et passif, et ne pouvant pas exclure l'hypothèse que ces réductions s'inscrivent dans la variation aléatoire habituelle ou soient la conséquence de tendances à la baisse déjà enclenchées des années auparavant. En 2006, le professeur Bertrand Dautzenberg avait affirmé que ces études étaient « une magnifique démonstration » de l’efficacité des interdictions de fumer, lui permettant d’espérer une réduction de 6 000 à 7 000 cas d’infarctus en France dès la première année de l’interdiction de fumer sur les lieux du travail. Selon Le Figaro, les « bénéfices en termes de santé publique de l’interdiction de fumer en 2007 ont été nuls, le nombre des infarctus et accidents cérébraux vasculaires est resté stable », fait que le Pr Dautzenberg a reconnu. Il a fallu attendre l'entrée en vigueur du décret d'interdiction dans les lieux de convivialité pour que les premiers effets sur les admissions pour infarctus du myocarde se fassent sentir, avec une baisse de 15 % le premier mois par rapport à l'année précédente, toujours selon Le Figaro. En Écosse, une réduction de 17 % avait été annoncée initialement, mais le chiffre a ensuite été revu à la baisse quand les statistiques officielles des services de santé écossais ont été publiées ; la réduction constatée dans les chiffres définitifs était de 8 % seulement, légèrement supérieure à celle des années précédentes mais sans sortir de la variabilité normale. Le même phénomène avait été observé en 2005 en Irlande, mais là aussi la baisse du nombre d'infarctus, plus prononcée que les années précédentes mais s'inscrivant dans une tendance de long terme, n'était pas suffisante pour qu'il soit possible de l'attribuer à coup sûr à l'interdiction de fumer. En Italie, le rôle positif de l'interdiction de fumer a en revanche été mis en évidence par une étude prenant en compte la tendance de long terme et les autres causes majeures d'accidents cardiaques. Une réduction de 8 % des infarctus après l’interdiction de fumer dans la ville de New York a également été constatée.
S'il règne un large consensus au sein de la communauté médicale sur la corrélation entre tabagisme passif et augmentation du risque d'infarctus du myocarde, le débat actuel porte sur la durée et l'intensité d'exposition à la fumée passive nécessaires pour provoquer cette pathologie. Une étude menée au Japon à l'université d'Osaka a révélé qu'une courte exposition au tabagisme passif suffisait à provoquer chez les non fumeurs en bonne santé une diminution transitoire de la réserve de vélocité du débit sanguin, précurseur d'un phénomène d'athérosclérose qui à long terme accroît le risque d'infarctus. En revanche cette exposition n'affectait pas significativement les fumeurs. L'intérêt principal de ce travail est de démontrer que le tabagisme passif, caractérisé par des concentrations de toxiques moindres que le tabagisme actif, pouvait toutefois entraîner des conséquences cardiovasculaires significatives. Ces travaux ont été repris par d'autres spécialistes qui concluent à la nécessité de protéger les non fumeurs du tabagisme passif. Un autre spécialiste regrette toutefois que cette information ait été utilisée par des mouvements de lutte contre le tabac pour affirmer l'existence d'un effet immédiat sur le risque d'infarctus, similaire à celui observé chez les fumeurs actifs. En réalité l'étude menée par l'université d'Osaka permet juste d'affirmer qu'une courte exposition au tabagisme passif suffit à déclencher un processus qui peut s'avérer mortel si l'exposition se répète. En revanche, elle démontre aussi que le débit sanguin, le rythme cardiaque et la pression artérielle ne sont pas affectés à court terme par l'exposition au tabagisme passif, si bien qu'un risque immédiat d'infarctus du myocarde n'a pas lieu d'être suspecté.
Selon la Fédération française de cardiologie (communiqué de presse du 3 octobre 2006), le tabagisme passif est la cause de 5 000 décès par an en France, dont 3 000 d'origine cardiovasculaire.

### Fœtus et enfant
Lorsque la source n'est pas indiquée, les chiffres mentionnés ci-dessous proviennent du rapport d'un groupe de travail sur le tabagisme passif en 2001, faisant la synthèse de travaux antérieurs. Ce groupe de travail réunissait des médecins et des responsables d'organismes de lutte contre le tabagisme.

#### Mort subite du nourrisson
Le risque de mort subite est multiplié par deux si l'entourage de l'enfant fume. Qui plus est, la relation dose-effet est démontrée : le risque augmente en fonction du nombre de fumeurs dans la maison, en fonction du nombre total de cigarettes fumées chaque jour, ainsi qu’en fonction de la durée d’exposition au tabagisme du nourrisson.

#### Bronchites de l’enfant
Si la mère fume, le risque de bronchite de l’enfant augmente de 72 % par rapport à celui d’un enfant dont la famille ne fume pas. L’augmentation du risque est de 29 % si un autre membre de la famille fume.

#### Asthme de l’enfant
Chez l’enfant asthmatique, le tabagisme passif augmente l’intensité et la fréquence des crises, en particulier chez le jeune enfant. Il existe une relation dose-effet. En effet, les études montrent que le risque de crise d’asthme augmente de :
- 14 % quand le père fume ;
- 28 % quand la mère fume ;
- 52 % quand les deux parents fument.

Il est difficile de séparer le rôle du tabagisme de la mère durant la grossesse et le rôle du tabagisme passif dans la petite enfance. Le rôle du tabagisme durant la grossesse semble cependant être le plus important.

#### Infections
L'exposition à la fumée de tabac est associée, chez le jeune enfant, à une augmentation du risque d'infection des voies aériennes inférieures (bronchite, pneumonie) et supérieures, et à une irritation des voies respiratoires supérieures, avec des rhino-pharyngites et des otites, toutes affections pouvant occasionner des séquelles sérieuses.

#### Otites
Lorsque l’enfant est soumis au tabagisme passif des parents à domicile, le risque d’otites récidivantes est augmenté de 48 % et de 38 % pour les épanchements de l’oreille. Là encore, il existe une relation dose-effet.

#### Conséquences bucco-dentaires
Il existe un lien entre tabagisme passif et risque de carie chez les enfants et les adolescents dont les parents fument,. En outre, inhaler la fumée favorise les problèmes respiratoires et la respiration par la bouche.

#### Enfants de femmes enceintes non fumeuses
Lorsqu'une femme enceinte est exposée à la fumée d'autres fumeurs, l’enfant risque un retard de croissance intra-utérin et de petit poids à la naissance. Ce risque est d’autant plus élevé dans le cas où la mère fume.

#### Autres
Il existe une corrélation inverse entre l'exposition de l'enfant au tabagisme passif et son développement psycho-intellectuel. Cet effet sur les fonctions cognitives est également retrouvé chez l'adulte.
Une étude de l'Institut national de la santé et de la recherche médicale (Inserm) a établi un lien entre l'exposition au tabac in utero et après la naissance et les troubles du comportement sur le plan émotionnel et de la conduite chez l'enfant.
En 2004, les enfants représentaient 28 % des décès attribuables à la fumée secondaire.

## Campagnes contre le tabagisme passif
En Occident, où la législation contre l'usage du tabac dans les lieux publics se fait de plus en plus sévère depuis la fin des années 1990, de nombreux débats se déroulent concernant la fumée secondaire, c'est-à-dire l'impact du tabagisme sur les non-fumeurs qui côtoient des fumeurs.
Au Canada tout particulièrement, une campagne a eu lieu en 2004 à laquelle participait Heather Crowe. Cette ancienne serveuse d'Ottawa, en Ontario, a reçu de ses médecins un diagnostic de cancer du poumon, bien qu'elle n'ait jamais fumé de sa vie. Elle a mis sur pied sa fondation, et le gouvernement canadien l'a utilisée dans une campagne publicitaire anti-tabac, arguant que Madame Crowe avait travaillé pendant 40 ans dans des restaurants fumeurs. Heather Crowe a également sillonné le Canada pour informer les gens sur les dangers de la fumée secondaire. Cette campagne a reçu beaucoup d'échos dans les médias canadiens, au point que la sexagénaire a été élevée en symbole de la lutte anti-tabac. Mais elle a également suscité de l'opposition, certains s'insurgeant contre ce qu'ils prétendent être l'exploitation d'une personne malade, et rappelant que rien ne prouvait que sa maladie fût le résultat de son exposition à la fumée secondaire. Heather Crowe s'est éteinte des suites du cancer du poumon le 22 mai 2006, à l'âge de 61 ans.
- Heather Crowe : mort d'un symbole Site de Radio-Canada
- The Heather Crowe File Critique de la campagne canadienne contre le tabagisme passif

## Législation

### France
La loi Évin du 10 janvier 1991 protégeait, en théorie, les non-fumeurs en organisant les comportements en société des fumeurs. Dans la pratique, le décret no 92-478 du 29 mai 1992 d'application de la loi a été peu appliqué, tant dans les entreprises que dans les lieux publics.
Depuis le 1er février 2007, il est interdit de fumer dans tous les lieux fermés et couverts accueillant du public ou qui constituent des lieux de travail, dans les établissements de santé, dans l'ensemble des transports en commun, et dans toute l'enceinte (y compris les endroits ouverts tels les cours d'écoles) des écoles, collèges et lycées publics et privés, ainsi que des établissements destinés à l’accueil, à la formation ou à l’hébergement des mineurs. Cette interdiction doit être rappelée par une signalisation apparente.
L'interdiction s'applique depuis le 1er janvier 2008 aux débits de boissons, hôtels, restaurants, débits de tabac, casinos, cercles de jeux et discothèques.
Dans les lieux fermés et couverts, le responsable d'établissement peut décider de la création d’emplacements réservés aux fumeurs. Dans les lieux de travail, publics ou privés, leur mise en place est soumise à l’avis du comité d’hygiène et de sécurité.
De façon à protéger les non-fumeurs du tabagisme passif, ces emplacements doivent être clos, équipés de dispositifs de ventilation puissante, et aucune prestation ne pourra y être délivrée de telle sorte qu'aucun salarié, qu’il appartienne ou non à l’établissement, n'ait à y pénétrer avant une heure après la fin de l’utilisation du local. La superficie de ces emplacements ne devra pas être supérieure à 20 % de la surface de l'établissement et un emplacement ne pourra dépasser 35 mètres carrés. Un message sanitaire de prévention sera apposé à l’entrée. Les mineurs de moins de 16 ans ne pourront pas y accéder.
La création des emplacements réservés aux fumeurs ne pourra cependant avoir lieu ni dans des écoles, collèges, lycées et universités, ni dans les établissements de santé.
Le fait de fumer hors des emplacements réservés à cet effet sera sanctionné par une contravention de 3e classe forfaitisée de 68 euros. Le fait d'avoir sciemment favorisé la violation de l'interdiction de fumer, ou de n'avoir pas mis en place les normes applicables aux emplacements réservés aux fumeurs ou la signalétique y afférent, sera sanctionné par une contravention de 4e classe, contravention forfaitisée dans les deux derniers cas à 135 euros.
Cependant, beaucoup de bars et de restaurants profitent de textes contradictoires et de décisions de justice floues pour autoriser la cigarette sur des terrasses plus ou moins aérées. La Cour de cassation a, dans un arrêt du 13 juin 2013, mis fin définitivement aux différentes interprétations en donnant une définition très claire de ce que doivent être des terrasses ouvertes. Cette décision est une victoire pour l'association « Les droits des non-fumeurs », à l'origine de la procédure judiciaire.
La loi permet une exception pour les établissements pénitentiaires. Depuis le 1er février 2007, les cellules accueillant des occupants qui se déclarent tous fumeurs sont des lieux où l'usage du tabac est autorisé.

### Suisse
Depuis le 1er mai 2010, il est interdit de fumer dans les espaces fermés accessibles au public ou qui servent de lieu de travail à plusieurs personnes, tels que les bâtiments de l’administration publique, les hôpitaux et les autres établissements de soins, les garderies, les maisons de retraite et les établissements assimilés, les établissements d’exécution des peines et des mesures, les établissements d’enseignement, les musées, les théâtres et les cinémas, les installations de sport ainsi que les établissements d’hôtellerie et de restauration.
L’exploitant ou la personne responsable du règlement de maison peut autoriser à fumer dans des locaux spécialement aménagés dans lesquels aucun employé ne travaille, pour autant qu’ils soient isolés des autres espaces, désignés comme tels et dotés d’une ventilation adéquate sous contrôle du Conseil fédéral qui édicte des dispositions spéciales relatives à la conception des locaux fumeurs et aux exigences concernant la ventilation. Il règle également la situation dans les établissements de détention ainsi que dans les établissements de séjour permanent ou prolongé.
Toutefois une autorisation d’établissement fumeurs est octroyée, sur demande, aux établissements de restauration qui disposent d’une surface accessible au public égale ou inférieure à 80 m2, qui disposent d’une ventilation adéquate et sont clairement reconnaissables de l’extérieur comme des établissements fumeurs et qui n’emploient que des personnes dont le contrat de travail stipule qu’ils acceptent de travailler dans un établissement fumeurs.
Les cantons peuvent édicter une loi cantonale plus restrictive que la loi fédérale.
Celui qui, aura intentionnellement ou par négligence, enfreint l'interdiction de fumer, aménagé des locaux fumeurs qui ne remplissent pas les conditions fixées, exploité un établissement fumeurs sans être au bénéfice d’une autorisation ou qui, en tant que titulaire d’une autorisation, ne le désigne pas comme tel est puni d'une amende de 1 000 francs au plus.

## Impact sur les animaux de compagnie
Les conséquences du tabagisme passif sont aussi visibles chez les animaux de compagnie. L'exposition au tabagisme passif peut être associée à des problèmes cardiaques, pulmonaires, à plusieurs types de cancers dont le cancer nasal, et chez le chat, au développement de carcinomes et de lymphomes malins.
Le concept de tabagisme tertiaire est également développé pour désigner les effets sur l'humain des maladies animales provoquées par le tabagisme passif.

## Position de l'industrie du tabac
L'industrie du tabac considère que les risques que la fumée du tabac fait peser sur les non-fumeurs est une menace sérieuse pour la viabilité de ce secteur depuis les années 1970.
En réponse à ce risque, l'entreprise Philip Morris a recruté de nombreux scientifiques dont le rôle était de minimiser les effets du tabagisme passif ou de détourner l'attention de cette thématique. Le groupe de scientifiques qui travaillait pour Philip Morris était appelé « Project Whitecoat » au sein de l'entreprise.